# Rolladen Schneider LS5
Die LS5 ist ein einsitziges Segelflugzeug der Offenen Klasse.

## Geschichte
Sie sollte in einer kleinen Serie von zehn Flugzeugen gebaut werden. Nachdem im Jahre 1981 der Schempp-Hirth Nimbus-3 und die Schleicher ASW 22 erschienen, gab Walter Schneider diesen Plan auf.
Die Formen für dieses Flugzeug waren bereits fertig, womit ein Einzelstück gebaut wurde. Das Flugzeug wurde nicht bei Rolladen Schneider, sondern im Amateurbau federführend durch Klaus Mies aus Kaiserslautern in den Werkstatträumen der Akaflieg Saarbrücken an der Universität des Saarlandes verwirklicht. Der Erstflug fand 1988 statt.
Die LS5 trägt das Kennzeichen D-7742 und das Wettbewerbskennzeichen „A3“ (Alpha drei). Sie ist auf dem Flugplatz Augsburg stationiert.

## Technische Daten
| Kenngröße         | Daten                |
| ----------------- | -------------------- |
| Klasse            | Offene               |
| Besatzung         | 1                    |
| Spannweite        | 23 m                 |
| Flügelfläche      | 12,40 m²             |
| Flächenbelastung  | 30,4–36,3 kg/m²      |
| Gleitzahl         | 55 bei 100 km/h      |
| Geringstes Sinken | 0,50 m/s bei 75 km/h |
| Leermasse         | 287 kg               |
| max. Startmasse   | 450 kg               |
| Quelle:           |                      |